# Christian Spanne
Christian Lillenes Spanne (* 22. Juni 1986 in Haugesund) ist ein ehemaliger norwegischer Handballspieler.
In seiner Heimat spielte er bei Nord, Rival, Haugaland, Stord HK und Drammen HK. Mit Drammen wurde er 2007 norwegischer Meister. Der 1,85 Meter große und 83 Kilogramm rechte Außenspieler stand von 2011 bis 2013 beim polnischen Verein Wisła Płock unter Vertrag. Im Sommer 2013 kehrte er zu Stord HK zurück. Zwei Jahre später schloss er sich erneut Drammen HK an.
Mit Drammen spielte er im Europapokal der Pokalsieger, im EHF Challenge Cup und in der EHF Champions League, Mit Płock in der Champions League und im EHF-Pokal und mit Stord erneut im Challenge Cup.
Christian Spanne stand im Aufgebot der norwegischen Nationalmannschaft. Sein erstes Länderspiel bestritt er am 29. Juli 2005 gegen die polnische Nationalmannschaft. Zur Europameisterschaft 2010 wurde er in den Kader berufen, im Turnierverlauf aber nicht eingesetzt. Bis April 2012 erzielte er in 39 Spielen 47 Tore.